# Liga Iugoslava de Basquetebol
A Liga Iugoslava de Basquetebol, também conhecida como Liga YUBA, foi a máxima categoria do Basquete na antiga Iugoslávia em dois períodos, o primeiro na República Federal Socialista de Iugoslávia período que se estendeu até 1992, e depois na República Federal da Iugoslávia entre os anos de 1992 a 2006.

## História
Com o término da Segunda Guerra Mundial e com a formação de Iugoslávia em 1945, surgiu a necessidade do desenvolvimento esportivo no país, iniciando nas grandes cidades como Belgrado, Ljubljana, Zagreb e Sarajevo  produzindo uma explosão de novos clubes e ligas para a cada esporte, a liga de basquete foi parte deste fenômeno.
A primeira competição de basquete na Iugoslávia foi organizada no ano de 1945, em paralelo com a Liga Iugoslava de Futebol, Conformou-se só com oito equipes, seis em representação da cada uma das Repúblicas dentro de Iugoslávia, uma representando a província de Vojvodina, e a último representando do Exército Popular Iugoslavo.
Somente na década de 1970 surgiu uma verdadeira cultura de basquete na Iugoslávia, para serem reconhecidos como a melhor nação em basquete, rompendo com o domínio da União Soviética, a liga iugoslava deu origem a estrelas que iriam ganhar vários Campeonatos Mundiais de Basquete e Campeonato Europeu de Basquete. Este impulso foi detido pela luta étnica que estourou em 1991, e dividiu a nação em cinco repúblicas sucessoras, a cada uma fundadora de sua própria liga de basquete com a exceção da Sérvia e Montenegro, que conservou o nome de República Federal da Iugoslávia. Assim nasceram a Liga Croata de Basquetebol, Liga de Basquete da Bósnia e Herzegóvina, Liga de Basquete da Eslovênia e Liga de Basquete da Macedônia.
Quando Sérvia e Montenegro se separaram pacificamente em 2006, a Liga YUBA foi extinta e foi renomeada como Liga Sérvia de Basquete, com Montenegro formando a Liga Montenegrina de Basquete.
Apesar de todas estas mudanças, cada uma das seis ex-repúblicas agora participam na Liga Adriática, fundada em 2001, e que é hoje a liga mais parecida à antiga Liga Iugoslava de Basquetebol.

## Títulos

### RFS Iugoslávia (1945-1991)
- República Federal Socialista da Iugoslávia

| Temporada | Campeão               | Subcampeón            | Série |
| 1945      | Jugoslovenska Armija  | Socijalisticka Srbije |       |
| 1946      | KK Estrela Vermelha   | KK Zadar              |       |
| 1947      | KK Estrela Vermelha   | KK Zadar              |       |
| 1948      | KK Estrela Vermelha   | KK Proleter Zrenjanin |       |
| 1949      | KK Estrela Vermelha   | KK Partizan Belgrado  |       |
| 1950      | KK Estrela Vermelha   | KK Partizan Belgrado  |       |
| 1951      | KK Estrela Vermelha   | KK Partizan Belgrado  |       |
| 1952      | KK Estrela Vermelha   | KK Proleter Zrenjanin |       |
| 1953      | KK Estrela Vermelha   | AŠK Ljubljana         |       |
| 1954      | KK Estrela Vermelha   | Mladost Zagreb        |       |
| 1955      | KK Estrela Vermelha   | KK Proleter Zrenjanin |       |
| 1956      | KK Proleter Zrenjanin | KK Union Olimpija     |       |
| 1957      | KK Union Olimpija     | KK Proleter Zrenjanin |       |
| 1958      | OKK Belgrado          | KK Union Olimpija     |       |
| 1959      | KK Union Olimpija     | KK Estrela Vermelha   |       |
| 1960      | OKK Belgrado          | KK Union Olimpija     |       |
| 1961      | KK Union Olimpija     | Lokomotiva Zagreb     |       |
| 1962      | KK Union Olimpija     | OKK Belgrado          |       |
| 1963      | OKK Belgrado          | KK Partizan Belgrado  |       |
| 1964      | OKK Belgrado          | KK Zadar              |       |
| 1965      | KK Zadar              | Olimpija Ljubljana    |       |
| 1966      | Olimpija Ljubljana    | KK Partizan Belgrado  |       |
| 1967      | KK Zadar              | Olimpija Ljubljana    |       |
| 1967-68   | KK Zadar              | Olimpija Ljubljana    |       |
| 1968-69   | KK Estrela Vermelha   | Olimpija Ljubljana    |       |
| 1969-70   | Olimpija Ljubljana    | KK Estrela Vermelha   |       |
| 1970-71   | Jugoplastika Split    | Lokomotiva Zagreb     |       |
| 1971-72   | KK Estrela Vermelha   | Jugoplastika Split    |       |
| 1972-73   | KK Radnicki Beograd   | KK Estrela Vermelha   |       |
| 1973-74   | KK Zadar              | Jugoplastika Split    |       |
| 1974-75   | KK Zadar              | Jugoplastika Split    |       |
| 1975-76   | KK Partizan Belgrado  | Jugoplastika Split    |       |
| 1976-77   | Jugoplastika Split    | Bosna Sarajevo        |       |
| 1977-78   | Bosna Sarajevo        | KK Partizan Belgrado  |       |
| 1978-79   | KK Partizan Belgrado  | Jugoplastika Split    |       |
| 1979-80   | Bosna Sarajevo        | Jugoplastika Split    |       |
| 1980-81   | KK Partizan Belgrado  | Cibona Zagreb         |       |
| 1981-82   | Cibona Zagreb         | KK Partizan Belgrado  | 2 - 0 |
| 1982-83   | Bosna Sarajevo        | KK Šibenik            | 2 - 1 |
| 1983-84   | Cibona Zagreb         | KK Estrela Vermelha   | 2 - 1 |
| 1984-85   | Cibona Zagreb         | KK Estrela Vermelha   | 2 - 1 |
| 1985-86   | KK Zadar              | Cibona Zagreb         | 2 - 1 |
| 1986-87   | KK Partizan Belgrado  | KK Estrela Vermelha   | 2 - 0 |
| 1987-88   | Jugoplastika Split    | KK Partizan Belgrado  | 2 - 1 |
| 1988-89   | Jugoplastika Split    | KK Partizan Belgrado  | 2 - 0 |
| 1989-90   | Jugoplastika Split    | KK Estrela Vermelha   | 3 - 1 |
| 1990-91   | POP 84 Split          | KK Partizan Belgrado  | 3 - 0 |

### Títulos por Equipe
| Clube                 | Títulos | Anos Campeão                                                           | Finalista | Anos Finalista                                             |
| --------------------- | ------- | ---------------------------------------------------------------------- | --------- | ---------------------------------------------------------- |
| KK Estrela Vermelha   | 12      | 1946, 1947, 1948, 1949, 1950, 1951, 1952, 1953, 1954, 1955, 1969, 1972 | 7         | 1959, 1970, 1973, 1984, 1985, 1987, 1990                   |
| Olimpija Ljubljana    | 6       | 1957, 1959, 1961, 1962, 1966, 1970                                     | 8         | 1953, 1956, 1958, 1960, 1965, 1967, 1968, 1969             |
| Jugoplastika Split    | 6       | 1971, 1977, 1988, 1989, 1990, 1991                                     | 6         | 1972, 1974, 1975, 1976, 1979, 1980                         |
| KK Zadar              | 6       | 1965, 1967, 1968, 1974, 1975, 1986                                     | 3         | 1946, 1947, 1964                                           |
| KK Partizan Belgrado  | 4       | 1976, 1979, 1981, 1987                                                 | 10        | 1949, 1950, 1951, 1963, 1966, 1978, 1982, 1988, 1989, 1991 |
| OKK Beograd           | 4       | 1958, 1960, 1963, 1964                                                 | 1         | 1962                                                       |
| Cibona Zagreb         | 3       | 1982, 1984, 1985                                                       | 4         | 1961, 1971, 1981, 1986                                     |
| Bosna Sarajevo        | 3       | 1978, 1980, 1983                                                       | 1         | 1977                                                       |
| KK Proleter Zrenjanin | 1       | 1956                                                                   | 4         | 1948, 1952, 1955, 1957                                     |
| KK Radnicki Beograd   | 1       | 1973                                                                   | -         | ---                                                        |
| Jugoslovenska Armija  | 1       | 1945                                                                   | -         | ---                                                        |
| Socijalisticka Srbije | -       | ---                                                                    | 1         | 1945                                                       |
| Mladost Zagreb        | -       | ---                                                                    | 1         | 1954                                                       |

### RF Iugoslávia (1992-2006)
- República Federal da Iugoslávia

| Temporada | Campeão                | Finalista              | Série |
| 1991-92   | KK Partizan Belgrado   | KK Estrela Vermelha    | 3–0   |
| 1992-93   | KK Estrela Vermelha    | KK Partizan Belgrado   | 3–2   |
| 1993-94   | KK Estrela Vermelha    | KK Partizan Belgrado   | 4–1   |
| 1994-95   | KK Partizan Belgrado   | TG Borovica Ruma       | 4–1   |
| 1995-96   | KK Partizan Belgrado   | BFC Beocin             | 3–2   |
| 1996-97   | KK Partizan Belgrado   | FMP Železnik           | 3–1   |
| 1997-98   | KK Estrela Vermelha    | FMP Železnik           | 3–1   |
| 1998-99   | KK Buducnost Podgorica | KK Estrela Vermelha    | --    |
| 1999-00   | KK Buducnost Podgorica | KK Partizan Belgrado   | 3–0   |
| 2000-01   | KK Buducnost Podgorica | KK Partizan Belgrado   | 3–2   |
| 2001-02   | KK Partizan Belgrado   | KK Buducnost Podgorica | 3–0   |
| 2002-03   | KK Partizan Belgrado   | FMP Železnik           | 3–0   |
| 2003-04   | KK Partizan Belgrado   | KK Hemofarm Vršac      | 3–1   |
| 2004-05   | KK Partizan Belgrado   | KK Hemofarm Vršac      | 3–1   |
| 2005-06   | KK Partizan Belgrado   | KK Estrela Vermelha    | 3–0   |

### Títulos por equipe
| Clube                  | Títulos | Anos Campeão                                         | Finalista | Anos Finalista         |
| ---------------------- | ------- | ---------------------------------------------------- | --------- | ---------------------- |
| KK Partizan Belgrado   | 9       | 1992, 1995, 1996, 1997, 2002, 2003, 2004, 2005, 2006 | 4         | 1993, 1994, 2000, 2001 |
| KK Estrela Vermelha    | 3       | 1993, 1994, 1998                                     | 3         | 1992, 1999, 2006       |
| KK Buducnost Podgorica | 3       | 1999, 2000, 2001                                     | 1         | 2002                   |
| FMP Železnik           | –       | -----                                                | 3         | 1997, 1998, 2003       |
| KK Hemofarm Vršac      | –       | -----                                                | 2         | 2004, 2005             |
| BFC Beocin             | –       | -----                                                | 1         | 1996                   |
| TG Borovica Ruma       | –       | -----                                                | 1         | 1995                   |

## Veja-se também
- Seleção de basquete de Iugoslávia